# Balistyka końcowa

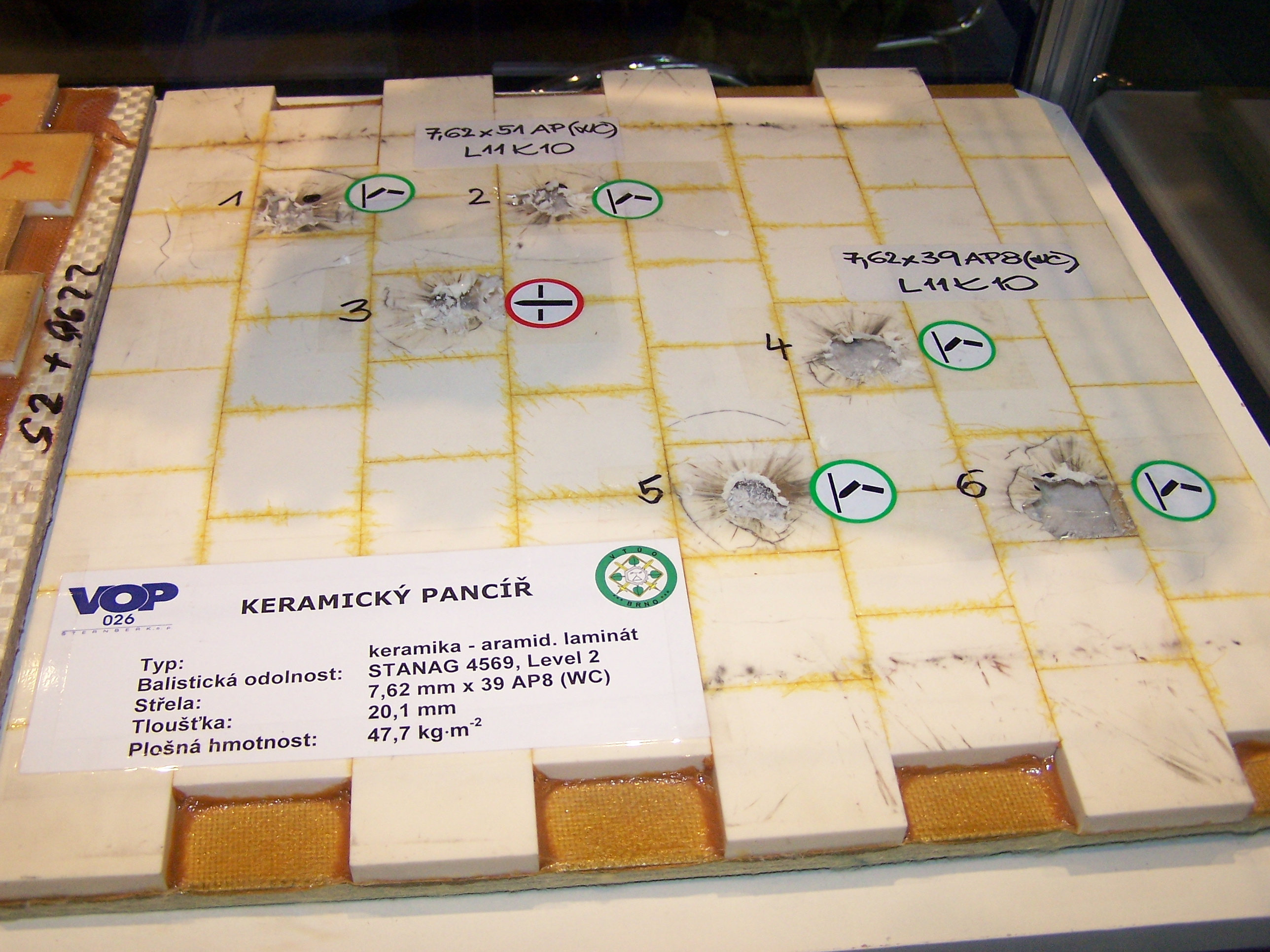
Pancerz ceramiczny użyty do badania balistyki końcowej

Balistyka końcowa – dział balistyki zajmujący się zjawiskami wywoływanymi działaniem pocisku w celu.
Do zjawisk tych możemy zaliczyć: przebijalność pocisku wraz z jego wnikaniem w przeszkodę, proces odkształcenia się pocisku i materiału przeszkody w którą trafił, efekt burzący i skuteczność działania odłamkowego.